# Harald Halgardt

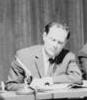
Harald Halgardt in der Berliner Stadtbibliothek, 27. Oktober 1966

Harald Halgardt (* 5. August 1927 in Bremen; † 19. Januar 2019 ebenda) war ein deutscher Schauspieler sowie Synchron- und Hörspielsprecher.

## Leben
Harald Halgardt wirkte als Schauspieler in zahlreichen DEFA-Spielfilmen, etlichen Inszenierungen des Fernsehtheaters Moritzburg sowie in den Fernsehserien Polizeiruf 110 und Freunde fürs Leben. Als Synchronsprecher war er unter anderem in Die Rückkehr des unheimlichen Hulk, Unsere kleine Farm und King of Queens zu hören. 2006 übernahm er eine der Hauptrollen in der Hörspielserie Die Schwarze Sonne, von der bis 2019 insgesamt 17 Folgen veröffentlicht wurden.
Harald Halgardt war von 1944 bis zu deren Tod im Mai 2012 mit der Schauspielerin Marianne Christina Schilling verheiratet. Sie hatten zwei Söhne. Der Jüngere, Jan-Christof Kick, ist ebenfalls Schauspieler. Halgardt und Schilling lernten sich in einer Jugendgruppe am Theater kennen, welches später aus finanziellen Gründen geschlossen werden musste. Als er 1949 ein Engagement in Leipzig bekam, ging Schilling mit ihm. Nachdem das Paar 35 Jahre lang in der DDR lebte, zogen sie 1984 zurück in ihre Heimatstadt Bremen.

## Filmografie (Auswahl)
- 1954: Stärker als die Nacht
- 1955: Robert Mayer – Der Arzt aus Heilbronn
- 1961: Professor Mamlock
- 1961: Mord an Rathenau (Fernsehfilm)
- 1962: Fernsehpitaval: Auf der Flucht erschossen (Fernsehreihe)
- 1962: Freispruch mangels Beweises
- 1963: Sonntagsfahrer
- 1963: Blaulicht: Wunder wiederholen sich nicht (TV-Reihe)
- 1964: Mir nach, Canaillen!
- 1965: Schlafwagen Paris–München (Fernsehfilm)
- 1965: Solange Leben in mir ist
- 1966: Das Märchen (Fernsehtheater Moritzburg)
- 1966: Flucht ins Schweigen
- 1967: Der Staatsanwalt hat das Wort: Busliesel (TV-Reihe)
- 1967: Geheimcode B/13 (TV-Vierteiler)
- 1970: Caesar und Cleopatra (Theateraufzeichnung)
- 1971: KLK an PTX – Die Rote Kapelle
- 1971: Die Pläne der Mumie (Fernsehtheater Moritzburg)
- 1972: Trotz alledem!
- 1973: Polizeiruf 110: Vorbestraft (TV-Reihe)
- 1973: Die Hosen des Ritters von Bredow
- 1974: Polizeiruf 110: Lohnraub (TV-Reihe)
- 1974: Die Frauen der Wardins (Fernseh-Dreiteiler)
- 1975: Steckbrief eines Unerwünschten (Fernsehfilm)
- 1976: Spätpodium: Blauer Dunst (Fernsehtheater Moritzburg)
- 1977: Die Zaubernacht (Fernsehtheater Moritzburg)
- 1977: Das Ehelabor (Fernsehtheater Moritzburg)
- 1979: Kleistertopf und Tantentricks (Fernsehtheater Moritzburg)
- 1979: Addio, piccola mia
- 1980: Deines nächsten Weib (Fernsehtheater Moritzburg)
- 1980: Am Rande der Saison (Fernsehtheater Moritzburg)
- 1981: Suturp – Eine Liebesgeschichte (Fernsehfilm)
- 1982: Ich weiß von nichts (Fernsehtheater Moritzburg)
- 1982: Der Zeigefinger des Chefs (Fernsehtheater Moritzburg)
- 1995–1997: Freunde fürs Leben

## Synchronarbeiten
- Tom Finnegan in Die Rückkehr des unheimlichen Hulk … als Capt. Brills
- Michael Lerner in Amos & Andrew – Zwei fast perfekte Chaoten … als Phil Gillmann
- Malachy McCourt in Gods and Generals … als Francis P. Blair
- Bjørn Puggard-Müller in Die Olsenbande steigt aufs Dach … als Staatssekretär Könich
- Bjørn Watt-Boolsen in Die Olsenbande ergibt sich nie … als Bang-Johansen
- Whit Bissell in Time Tunnel … als Kirk
- Dabbs Greer in Unsere kleine Farm … als Rev. Robert Alden
- Dakin Matthews in King of Queens … als Joe Heffernan
- Alan North in Die nackte Pistole … als Capt. Ed Hocken

## Theater
- 1953: Friedrich Schiller:  Die Jungfrau von Orleans (Lionel) – Regie: Erich-Alexander Winds (Städtisches Theater Leipzig)
- 1957: Jean Anouilh: Jeanne oder Die Lerche – Regie: Arthur Jopp (Leipziger Schauspielhaus)
- 1958: Bertolt Brecht: Der gute Mensch von Sezuan (Yang Sun) – Regie: Arthur Jopp (Städtische Bühnen Leipzig)
- 1961: Hedda Zinner: Ravensbrücker Ballade (Schutzhaft-Lagerführer) – Regie: Fritz Wisten (Volksbühne Berlin)
- 1962: Gotthold Ephraim Lessing: Emilia Galotti (Marinelli) – Regie: Gerd Klein (Volksbühne Berlin)
- 1963: Leo Tolstoi: Krieg und Frieden – Regie: Wolfgang Heinz/Hannes Fischer (Volksbühne Berlin)
- 1963: Carl Zuckmayer: Der Hauptmann von Köpenick (Dr. Obermüller) – Regie: Hannes Fischer (Volksbühne Berlin)
- 1964: Carlo Goldoni: Mirandolina (Marchese) – Regie: Ottofritz Gaillard (Volksbühne Berlin)
- 1965: Curt Goetz: Hokuspokus – Regie: Ottofritz Gaillard (Volksbühne Berlin – Theater im III. Stock)
- 1966: Max Frisch: Andorra (Doktor) – Regie: Fritz Bornemann (Volksbühne Berlin)
- 1967: George Bernard Shaw: Cäsar und Cleopatra (Sekretär Britannus) – Regie: Ottofritz Gaillard (Volksbühne Berlin)
- 1977: Walentin Katajew: Veilchen (Drei Herren) – Regie: Edwin Marian (Volksbühne Berlin – Theater im 3. Stock)
- 1982: Omar Saavedra Santis: Amapola (Nachtwächter) – Ernstgeorg Hering/Helmut Straßburger (Volksbühne Berlin)

## Hörspiele
- 1962: Günter Koch: Mord auf Bestellung (Waskow) – Regie: Hans Knötzsch (Hörspiel – Rundfunk der DDR)
- 1964: Heinz von Cramer: Die Ohrfeige – Regie: Hans Knötzsch (Hörspiel – Rundfunk der DDR)
- 1981: Peter Gauglitz: Drei Schweizer Uhren (Herr Streblow) – Regie: Wolfgang Brunecker (Hörspielreihe: Fälle des Kriminalanwärters Marzahn – Rundfunk der DDR)
- 1981: Peter Brasch: Der Wolf und Rotkäppchen in der Stadt (Fußgänger) – Regie: Joachim Siebenschuh (Kinderhörspiel – Litera)
- 2006: Sabrina Lange: Diddl und die Zickzack-Zeitmaschine  – Regie: Oliver Versch
- 2012: Hermann Bohlen: Alfred C. – Aus dem Leben eines Getreidehändlers – Regie: Judith Lorentz/Hermann Bohlen (Hörspiel – DKultur/HR)
- 2014: Hermann Bohlen: Lebensabend in Übersee (Sha Ji Jing Hou – Ein Huhn schlachten, um die Affen einzuschüchtern) – Regie: Hermann Bohlen/Judith Lorentz (Hörspiel – WDR)
- 2014: Die drei ??? und das Phantom aus dem Meer (Folge 171) als Wirt – Regie: Heikedine Körting (Hörspiel – Europa)